# Leucopholis schochi
Leucopholis schochi är en skalbaggsart som beskrevs av Brenske 1894. Leucopholis schochi ingår i släktet Leucopholis och familjen Melolonthidae. Inga underarter finns listade i Catalogue of Life.